# John-Anker Hametner Larsen
John-Anker Hametner Larsen er en dansk fisker fra Thyborøn. Han er, via sit rederi, blandt de største industrifiskere i Danmark og fik i 2017 en mængde presseopmærksomhed som en af de såkaldte "kvotekonger". Han har desuden en række erhvervsinteresser i Thyborøn og sidder i bestyrelsen for Thyborøn Fjernvarme.